# Charles Dadant

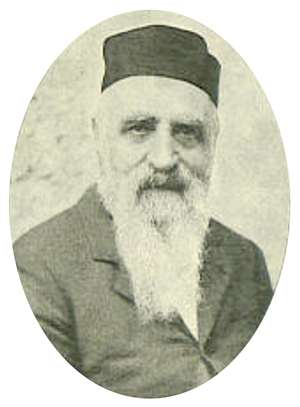
Charles Dadant

Charles Dadant (* 20. Mai 1817 in Vaux-sous-Aubigny im französischen Département Haute-Marne; † 26. Juli 1902 in Hamilton, Illinois, USA) war ein französischer Winzer, Imker, Publizist, Übersetzer und Verleger. Er gilt als einer der Pioniere der modernen Bienenzucht in den USA. Er ist der Erfinder der Dadant-Beute. 

## Lebenslauf
Charles Dadant war bereits in seinem Heimatland Frankreich als Imker tätig, hatte damit aber keinen wirtschaftlichen Erfolg. Nach Amerika ausgewanderte Freunde luden ihn ein, ihnen zu folgen und in der Neuen Welt Weinbau und Bienenzucht zu betreiben. 1863 emigrierte Dadant im Alter von 46 Jahren in die USA, ohne ein Wort Englisch zu sprechen. Er erlernte es autodidaktisch mit Hilfe der Tageszeitung New York Tribune. Da der Weinbau sich als nicht profitabel erwies, konzentrierte er sich ausschließlich auf die Bienenhaltung. Nach dem Erwerb einer Farm begann er 1864 seine Imkerlaufbahn mit zwei eingefangenen Bienenschwärmen der damals üblichen schwarzen Biene. Der Ertrag seiner Bienenvölker reichte aus, um ihren Unterhalt und Erweiterungen des Betriebs zu finanzieren.
Gegen Ende des Sezessionskrieges 1865 besaß Dadant neun Bienenvölker. 1867 erschien sein erster Artikel im American Bee Journal. 1872 importierte Dadant als einer der ersten italienischen Bienenköniginnen nach Amerika. Gemeinsam mit seinem jüngsten Sohn Camille Pierre (C.P.) Dadant begann er, jenseits des Mississippi Honig und Bienenwachs zu verkaufen.
Nachdem Dadant anfangs mit der europäischen Imkertechnik der Korbbeuten ohne Rähmchen gearbeitet hatte, wurde er durch einen Zeitschriftenartikel auf Moses Quinby und dessen Werk Mysteries of Bee-Keeping Explained (1853) und später auf Lorenzo Langstroths Werk A Practical Treatise on the Hive and the Honey-Bee (1859) aufmerksam und erkannte die Überlegenheit des in Rähmchen gefassten Wabenbaus und der Magazinbeute. Er probierte die Rähmchengrößen von Quinby und Langstroth aus und entwickelte daneben ein eigenes Rähmchenmaß in den Abmessungen 12" × 13" (30,5 × 33 cm), das er 1874 auch in einer französischsprachigen Broschüre, Petit Cours D'Apiculture, empfahl. 

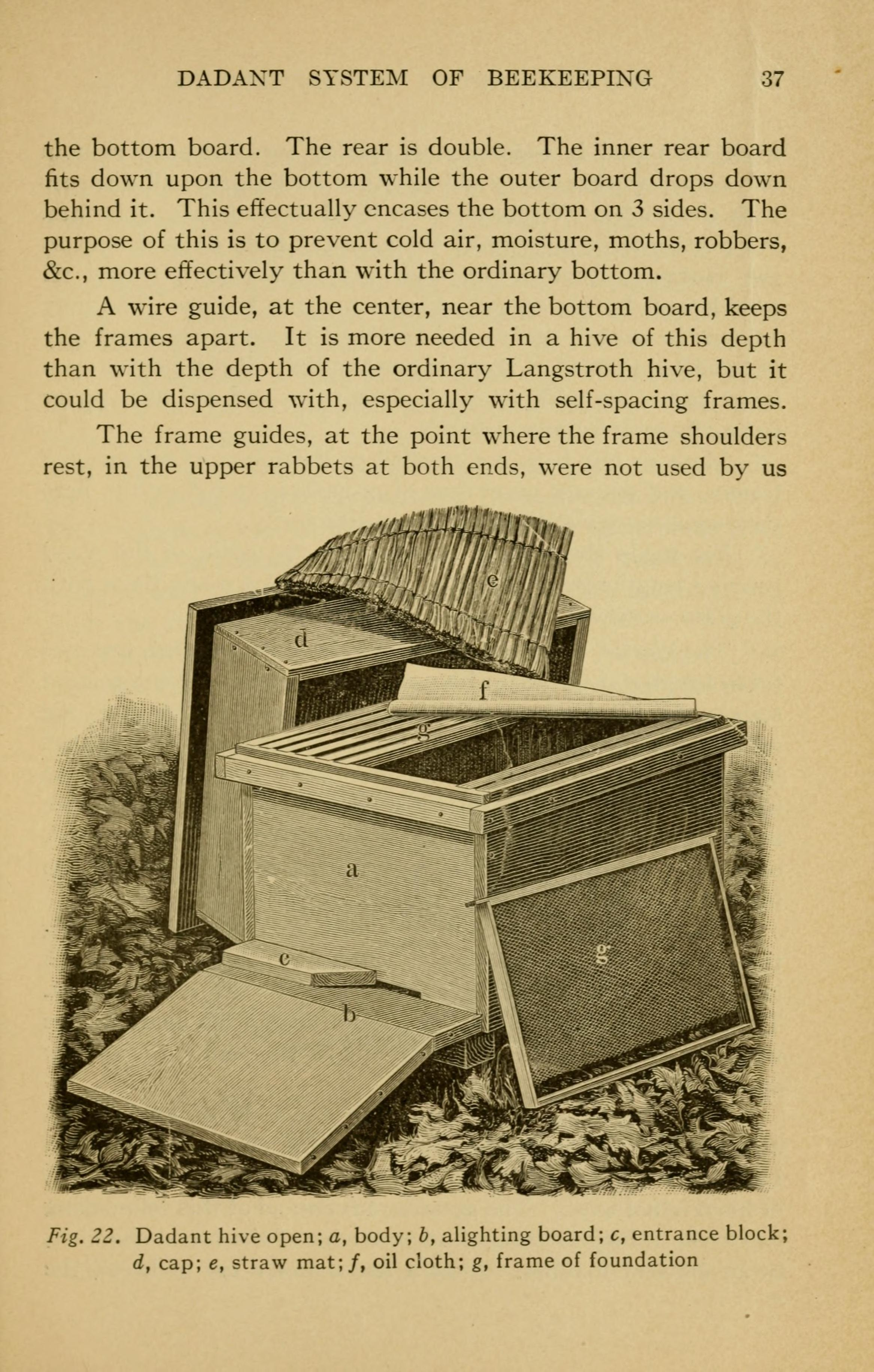
Eine Illustration aus dem Buch Dadant system of beekeeping von Camille Pierre Dadant, American Bee Journal, Hamilton, Illinois, 1920.

Nachdem er lange Zeit parallel mit diesen Rähmchen sowie den Quinby- und Langstroth-Rähmchen gearbeitet hatte, entschied Dadant sich schließlich für das Quinby-Rähmchenmaß, wobei er das Fassungsvermögen der Beute von 8 auf 9–10 Rähmchen steigerte. Unter dem Namen „Dadantbeute“ ist sie noch heute der weltweit meistbenutzte Beutentyp.

## Internationale Imkerei
Charles Dadant ist einer der Pioniere der modernen Imkerei. Seine Schriften über den großen Bienenstock erschienen sowohl in Amerika als auch in Europa und waren für die Einführung moderner Imkerei-Methoden in Europa verantwortlich, wo der Dadant-Blatt-Bienenstock in vielen Ländern zum Standard wurde. Die nach ihm benannte modifizierte 10er Dadant-Beute wurde seit 1874 von seinen Nachfahren weltweit verbreitet.

## Verleger
1885 wurde Charles Dadant und seinem Sohn C.P. Dadant die Neuauflage von Lorenzo Langstroths 1853 erschienenem Werk Langstroth on the Hive and the Honey-Bee. A Bee Keeper's Manual. übertragen. Charles Dadant übersetzte dieses Buch auch ins Französische. Dadant veröffentlichte zahlreiche Artikel in Fachzeitschriften. Schließlich übernahm er das American Bee Journal als Verleger und gründete mit Dadant and Sons eines der ersten Unternehmen für Bienenzucht-Werkzeuge weltweit. 
Das American Bee Journal (ABJ), das ursprünglich 1861 von Samuel Wagner gegründet wurde, wird seitdem kontinuierlich von Dadant & Sons, Inc. in Hamilton, Illinois, veröffentlicht. Das Unternehmen befindet sich bis heute im Familienbesitz.